# Neutrální Moresnet
Neutrální Moresnet (francouzsky Moresnet Neutre; nizozemsky Neutraal Moresnet; německy Neutral-Moresnet), jinak také Altenberg, bylo drobné evropské neutrální území o velikosti zhruba 3,5 km², existující mezi lety 1816 až 1915, resp. 1919. Vzniklo proto, že jeho dva velcí sousedi nebyli schopni se domluvit, komu z nich má patřit, a tak se rozhodli z něj vytvořit kondominium. Toto území se rozkládalo asi 7 km jihozápadně od Cách (Aachen), přesně na jih od trojmezí hranic Německa, Belgie a Nizozemí na vrchu Vaalserbergu. Dnes je součástí Belgie.

## Charakteristika

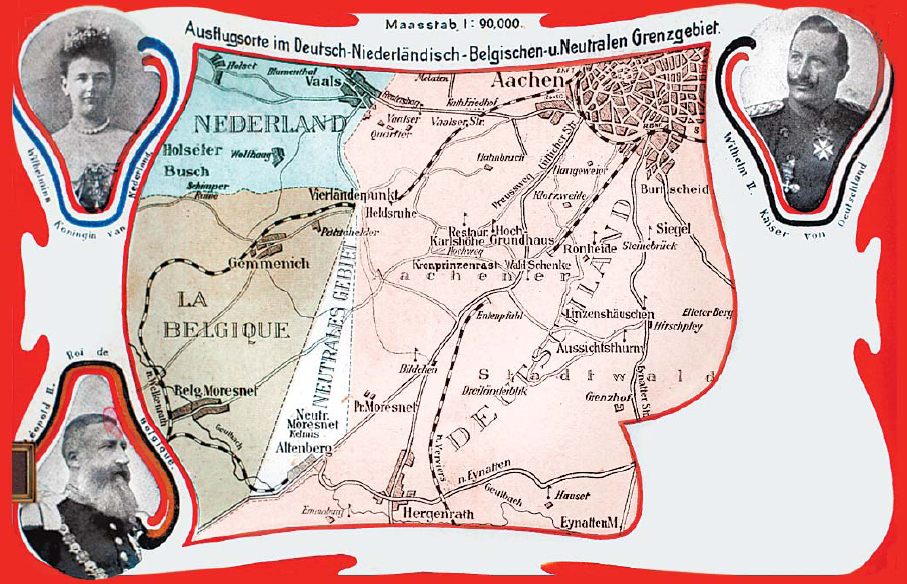
Dobová pohlednice zobrazující mapu Moresnetu, tří okolních spolusprávcovských zemí a jejich panovníků

Nové teritorium mělo více méně trojúhelníkový tvar, jehož základnu tvořila hlavní cesta z Cách do Lutychu (Liège). Důl ležel severně od této cesty. Kolem něj se sbíhaly dvě přímé postupně se blížící linie vedoucí na sever a protínající se na vrchu Vaalserberg.
Životu v Neutrálním Moresnetu dominoval zinkový důl jako hlavní zaměstnavatel lákající mnoho pracovníků ze sousedních zemí, kteří obohatili původní malou „neutrální“ populaci (256 osob), ačkoliv celkové množství lidí žijících v Moresnetu nikdy nepřekročilo 3000. Status neutrálního území měl několik výhod. Patřily mezi ně nízké daně, žádná dovozní cla z obou sousedních zemí a díky tomu nízké ceny ve srovnání s bezprostředním okolím. Většina služeb jako například pošta byla sdílena mezi Belgií a Pruskem – způsobem podobným jako v Andoře. Jednotlivcům z původního „neutrálního“ obyvatelstva byla ponechána volba, v čí armádě chtějí sloužit (obyvatelé přistěhovavší se do roku 1874 a jejich přímí potomci měli dokonce možnost vyhnout se vojenské službě úplně) a pod kterou jurisdikci chtějí patřit. Nevýhodou tohoto statusu byla skutečnost, že lidé z Moresnetu podle něj neměli státní příslušnost.

## Historie

### Vznik
Po Vídeňském kongresu byla mapa Evropy významně přepsána, aby odrážela novou politickou rovnováhu sil. Jednou z dotčených hranic byla hranice mezi novým Spojeným královstvím nizozemským a Pruskem. Obě strany se dohodly na hranici, která většinou kopírovala starší linii, v okolí Moresnetu však nastal problém. Mezi vesnicemi Moresnet a Neu-Moresnet ležel hodnotný zinkový důl Vieille Montagne (německy Altenberg). Obě země usilovaly o začlenění tohoto zdroje pod své území, ale výsledkem byl kompromis, dosažený po půlročním vyjednávání v Cáchách: vesnice Moresnet samotná připadne Nizozemsku, Neu-Moresnet se stane částí Pruska a důl s vesnicí Kelmis (La Calamine) okolo něj se stane dočasně neutrálním teritoriem, nad kterým oba státy vytvoří společnou správu.

### 1830–1915
Když v roce 1830 získala Belgie nezávislost na Nizozemsku, připadlo území na nizozemské straně pod kontrolu Belgičanů, kteří také obsadili post spolusprávce, ačkoliv jim Nizozemci kontrolu nad územím nikdy formálně nepostoupili. Nejdříve bylo teritorium přímo řízeno dvěma královskými komisaři, po jednom od každého souseda, později byla Moresnetu přiznána větší míra samosprávy, byla zde zavedena desetičlenná rada a starosta (také vykonávající roli hlavy státu), na němž se zmínění dva komisaři dohodli.
Když byl důl v roce 1885 vytěžen, narostla nejistota dalšího přežívání Neutrálního Moresnetu. Objevily se návrhy prosadit Moresnet jako mnohem nezávislejší subjekt, např. založení kasina nebo poštovní služby vydávající vlastní známky, tato poslední myšlenka však byla zmařena místní správou. Nejpozoruhodnější iniciativa pocházela od místního důlního lékaře, Dr. Wilhelma Mollyho, který chtěl z Moresnetu vytvořit první světový esperantský stát, zvaný Amikejo („Místo přátelství“). Národní hymnou měl být esperantský pochod téhož jména. Období samostatné existence Moresnetu však zvolna končilo. Belgie ani Prusko, resp. Německo (od r. 1871) se nikdy nevzdaly původního nároku na toto území.
Kolem roku 1900 zaujalo zejména Německo vůči Moresnetu mnohem agresivnější postoj a bylo obviněno ze sabotáže (např. odpojení elektřiny a telefonu) a obstrukcí administrativních procesů, kterými si chtělo vynutit řešení problému. Když na počátku 1. světové války v roce 1914 vpadla německá armáda do Belgie, obsadila i Moresnet a 27. června 1915 ho Německo anektovalo.

### Zánik
Poválečná Versailleská smlouva v roce 1919 stanovila, že Neutrální Moresnet (spolu s částí pruského území jižně od trojmezí, viz popis k mapce) se má stát částí Belgie. Ta jej plně anektovala 10. ledna 1920. Němci se ho ještě jednou zmocnili během 2. světové války, v letech 1940–44, ale poté se oblast definitivně vrátila k Belgii. Území v určitém smyslu nadále existuje jako část okrsku Kelmis/La Calamine v belgických Východních kantonech.